# Schlacht bei Leuthen
Pirna – Lobositz – Prag – Gabel – Kolin – Groß-Jägersdorf – Moys – Roßbach – Breslau – Leuthen – Domstadtl – Olmütz – Neisse – Zorndorf – Hochkirch – Himmelreich – Kay – Kunersdorf – Hoyerswerda – Maxen – Koßdorf – Landeshut – Liegnitz – Oschatz – Berlin – Wittenberg – Torgau – Döbeln – Burkersdorf – Reichenbach – Freiberg
Die Schlacht bei Leuthen fand am 5. Dezember 1757 während des Siebenjährigen Krieges bei Leuthen in Schlesien statt. In ihr schlug der preußische König Friedrich II. die habsburgische kaiserliche Armee unter Führung des Prinzen Karl Alexander von Lothringen.

## Vorgeschichte

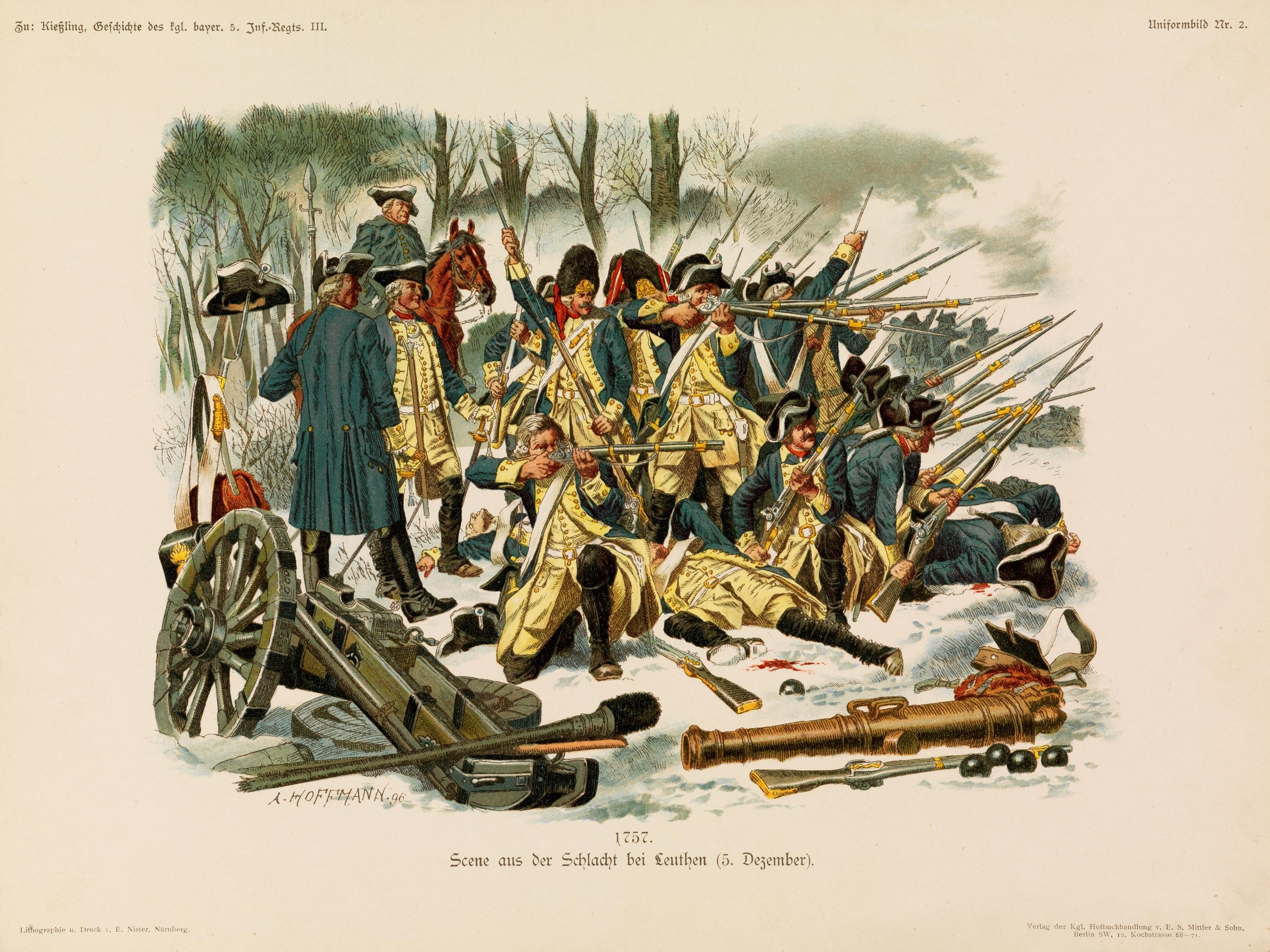
Das kurbayerische Infanterieregiment Morawitzky kämpfte als Teil des linken Flügels der Österreicher (Lithografie von Anton Hoffmann 1896)

Friedrichs Feldzugsplan für 1757 hatte vorgesehen, den Hauptgegner Österreich in Böhmen schnell zu schlagen, so dass dieser keine Hilfe von Frankreich und Russland bekommen könne. Nach mehreren Niederlagen befand Friedrich sich im Herbst 1757 jedoch in einer Defensivposition, bis er in der Schlacht bei Roßbach am 5. November 1757 überraschend einen überragenden Sieg über eine französische und eine Reichsexekutionsarmee erringen und diese aus Thüringen vertreiben konnte. Von dort zog Friedrich nach Böhmen und vereinigte auf dem Weg seine Truppen am 2. Dezember mit den Resten der „Schlesischen Armee“ unter seinem Schwager, Fürst August Wilhelm von Braunschweig-Bevern, die in der Schlacht von Breslau am 22. November vernichtend geschlagen worden war. Friedrichs Ziel war es, durch einen gezielten Vorstoß wieder in den Besitz der strategisch und wirtschaftlich wertvollen Provinz Schlesien, insbesondere deren Hauptstadt Breslau, zu gelangen. Die überragende Bedeutung dieses Ziels legte er in einer Ansprache an seine Generäle kurz vor der Schlacht im Feldlager in Parchwitz dar. Operativ ging es Friedrich darum, den Truppen Karl Alexanders das Winterquartier in Breslau zu verwehren.

## Verlauf

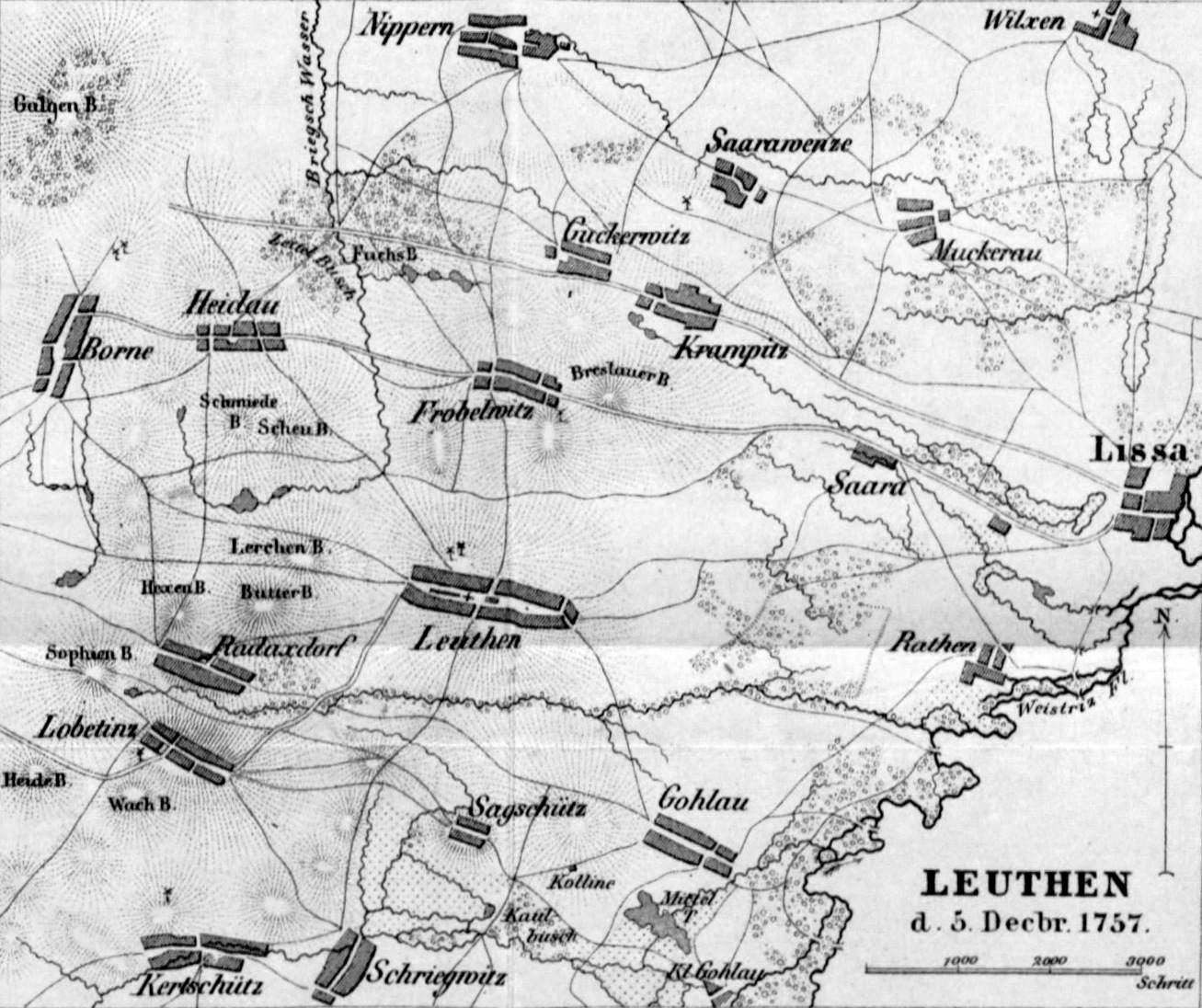
Umgebungskarte der Schlacht bei Leuthen

Am Morgen des 5. Dezember 1757 bewegten sich die preußischen Truppen in vier Flügeln, zwei zentrale Infanterieflügel und jeweils auf beiden Seiten ein weiterer Kavallerieflügel, zum Dorf Borne. Die preußischen Truppen konnten in einer kurzen Schlacht die dort stationierten Österreicher besiegen. Von einem Hügel in Borne aus konnte Friedrich II. die Standorte der österreichischen Truppen beobachten und seine nächsten Schritte planen. Friedrich erkannte, dass ihm der Schleier- und der Sophienhügel die Möglichkeit gaben, einen verdeckten Marsch Richtung Süden zu starten. Bei Leuthen bezogen die zahlenmäßig weit überlegenen Österreicher auf einer Breite von fast neun Kilometern Stellung und ließen die Preußen quer heranrücken. Friedrich selbst schätzte die Zahl seiner Gegner auf nur 39.000 Mann, in Wahrheit lag sie deutlich höher. Das Schlachtfeld bestand aus einem offenen, flachen Gelände mit Hügeln im Westen.
Friedrich ließ den linken Flügel des preußischen Heeres zunächst Scheinangriffe ausführen, worauf Karl Alexander seine Reserven an diese Stelle beorderte. Friedrich ließ darauf seinen rechten Flügel, hinter Hügeln versteckt und von der österreichischen Aufklärung überhaupt nicht wahrgenommen, als Hauptmacht nach Süden abmarschieren. Südlich des linken österreichischen Flügels und südsüdwestlich von Leuthen nahm die preußische Armee eine Schiefe Schlachtordnung ein. Der rechte Flügel stellte dabei den weitaus stärksten Teil der Armee: Die Kavallerie unter Hans Joachim von Zieten wurde dort eingesetzt, geschützt durch drei Bataillone als Vortreffen und unterstützt durch eine Batterie von Zwölfpfünder-Kanonen. Der Großteil der Infanterie bildete derweil den linken Flügel und sollte den österreichischen Gegenangriff abfangen. Mit dieser Formation war es Friedrich gelungen, an einer entscheidenden Stelle des Schlachtfeldes trotz Unterzahl die Überlegenheit zu gewinnen. Zudem besaß er durch das verdeckte Verschieben seiner Truppen den Vorteil der Überraschung, und den Preußen gelang im weiteren Verlauf das damals noch ungewohnte Manöver eines Stellungswechsels der Artillerie während des Gefechts. Gegen Mittag ließ Friedrich seinen rechten Flügel den österreichischen Südflügel angreifen, der bei dem Ort Sagschütz gruppiert war.

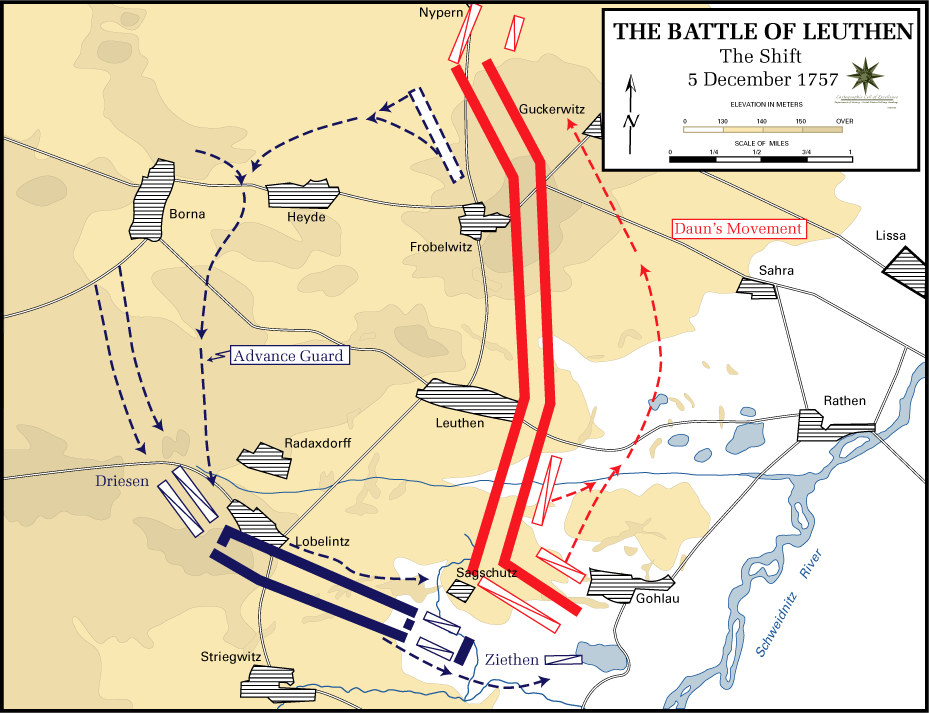
Schlacht bei Leuthen: Die Österreicher (rot) haben ihren linken Flügel zum Schutz der Flanke nach hinten umgebogen. Die preußische Armee (blau) geht gegen diese Flanke vor und hat zwischen ihren Treffen an den Seiten Truppen zum eigenen Flankenschutz aufgestellt

Als der Sturm auf den linken Flügel der Österreicher begann, war deren Front durch die Verzettelung im Norden schon dergestalt auseinandergerissen, dass auch die Gegenwehr einiger Kavallerieeinheiten unter General Franz Leopold von Nádasdy dem überraschenden und massierten Vordringen des rechten preußischen Flügels keinen Einhalt gebieten konnte. Die Österreicher wichen bis in den Ort Leuthen zurück, während sie versuchten, eine neue Front gegen den preußischen Angriff aufzubauen. Erst kurz vor der Ortsgrenze konnten sie den schiefen Vorstoß der Preußen in einer Geraden Schlachtordnung abfangen, wurden aber weiter bis in das bebaute Gebiet zurückgedrängt. Nach dem Durchbruch des dritten Bataillons Garde unter Hauptmann Wichard von Möllendorff gegen das sich zäh wehrende Regiment fürstbischöflich Würzburger Reichstruppen im Kirchhof von Leuthen wollte der österreichische Kavalleriegeneral Joseph Lucchesi d’Averna die Schlacht wenden, indem er mit rund 70 Schwadronen die vermeintlich ungedeckte linke Flanke der preußischen Infanterie angriff. Diese Attacke nutzte jedoch seinerseits der preußische Generalleutnant Georg Wilhelm von Driesen, der seinen aus 50 Schwadronen bestehenden linken preußischen Kavallerieflügel bis dahin verdeckt gehalten hatte. Ohne höheren Befehl stieß er um 17 Uhr in die ungedeckte rechte Flanke der vorgehenden österreichischen Kavallerie. Die Schwadronen Lucchesis wurden dadurch gegen die eigene Infanterie gedrängt, die im gleichen Moment unter einem preußischen Bajonettangriff stand. Dieser Vorgang führte zur endgültigen Auflösung der österreichischen Schlachtordnung, worauf Lothringen die Schlacht verloren gab und das Feld räumte. Beim Rückzug erlitten die Österreicher noch einmal erhebliche Verluste, denn Friedrich hatte scharfe Verfolgung angeordnet. Dem Reiterführer Zieten schrieb er am 9. Dezember: Ein tag fatigue [frz.: Anstrengung] in dießen /umbständen Mein lieber Ziten /bringet uns in der folge 100 Ruhetage/ nuhr immer den feindt in die hessen geseßen [gemeint: auf den Fersen geblieben].
Prinz Moritz von Anhalt-Dessau, der gemeinsam mit Friedrich die Armee geführt hatte, wurde am selben Abend zum Generalfeldmarschall ernannt.
Die Österreicher verloren den General Joseph Graf Lucchesi d’Averna sowie die Generalmajore Franz von Otterwolf und Gustav Adolf Prinz Stollberg.
Die preußischen Generäle Kaspar Friedrich von Rohr und Lorenz Ernst von Münchow starben an ihren schweren Verwundungen.

## Denkmal

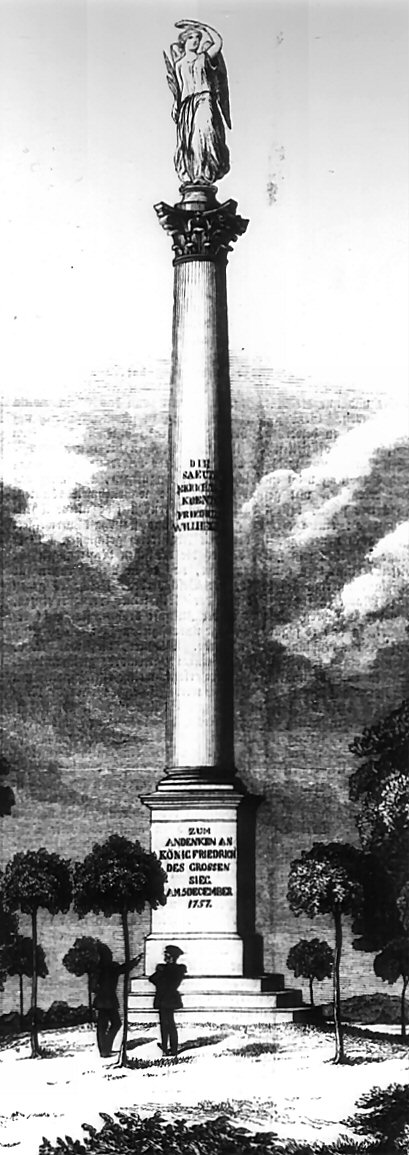
Die Siegessäule bei Heidau

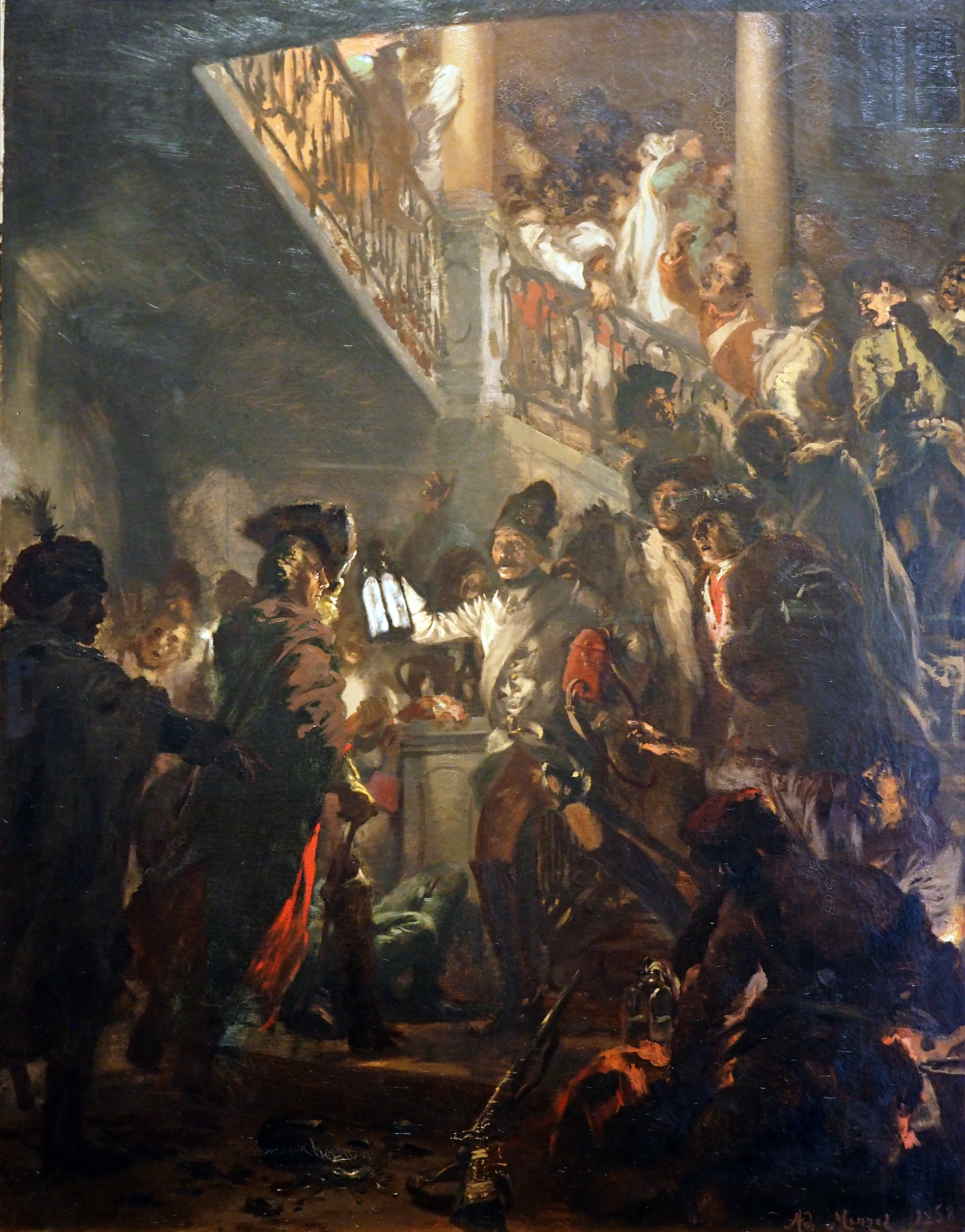
Adolph von Menzel: Friedrich der Große in Lissa, 1858

Zur Erinnerung an die siegreiche Schlacht bei Leuthen über das österreichische Heer ließ drei Generationen später König Friedrich Wilhelm IV. (regierte 1840–1861) bei Heidau eine Siegessäule mit einer vergoldeten Victoria errichten. Den Entwurf zum Denkmal lieferte der Berliner Architekt Friedrich August Stüler, die Siegesgöttin stammt von Christian Daniel Rauch. Die Siegessäule entstand in der Werkstatt des Bildhauers Heinrich Menzel aus Neisse aus weißgrauem Guhlauer Granit. Das Kapitell und die Victoria führte Moritz Geiß in Zinkguss aus; die Victoria war zudem ob ihrer besseren Wirkung vergoldet. Die Gesamthöhe des Denkmals betrug 64 Fuß. Nach dem Zweiten Weltkrieg wurde die Säule gesprengt.

## Anekdoten

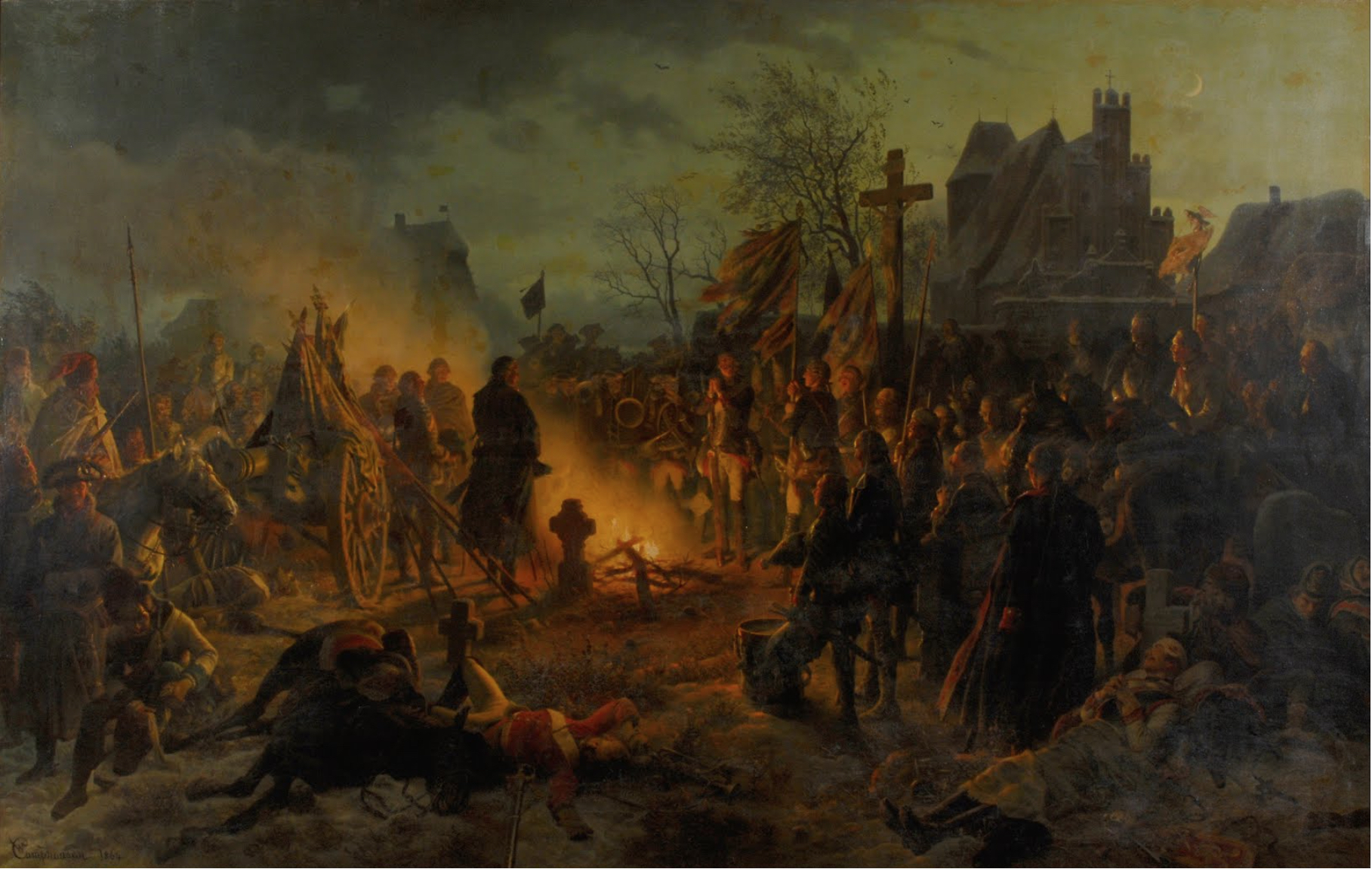
Wilhelm Camphausen: Der Choral am Abend der Schlacht bei Leuthen.

Berühmt geworden sind zahlreiche Anekdoten um das Geschehen bei Leuthen. Klar ins Reich der Legende gehört die Szene gegen Abend des 5. Dezember, als Friedrich der Große, zunächst ohne ausreichende Bedeckung, in dem mit österreichischen Offizieren überfüllten Schloss bei Deutsch-Lissa Nachtquartier beziehen wollte; anstatt ihn als Feind gefangen zu nehmen, hätten ihm die Österreicher ehrfürchtig ihre Reverenz erwiesen und sich rasch zu ihren Soldaten im Ort begeben.
Nach der Schlacht lagerten die 25.000 erschöpften Kämpfer der preußischen Armee und sangen den evangelischen Choral „Nun danket alle Gott“, der als „Choral von Leuthen“ in die Geschichte eingegangen ist.

## Rezeption
Mehrere Bilder Adolph von Menzels aus seinem Friedrich-Zyklus thematisierten z. T. fiktive Begebenheiten vor und nach der Schlacht, so das unvollendet gebliebene Groß-Gemälde „Friedrichs des Großen Ansprache an seine Generale vor der Schlacht bei Leuthen“ von 1859–61 und die 1856 entstandene Ölskizze „Bonsoir, messieurs! (Friedrich der Große in Lissa)“.
Als Der Choral von Leuthen wurde die Schlacht 1932 nach einem Drehbuch von Johannes Brandt von dem Regisseur Carl Froelich verfilmt. Der von Marc Roland zum Film komponierte Militärmarsch fand als „Der Leuthener“ Einzug in die deutsche Militärmusik.